# イリエワニ

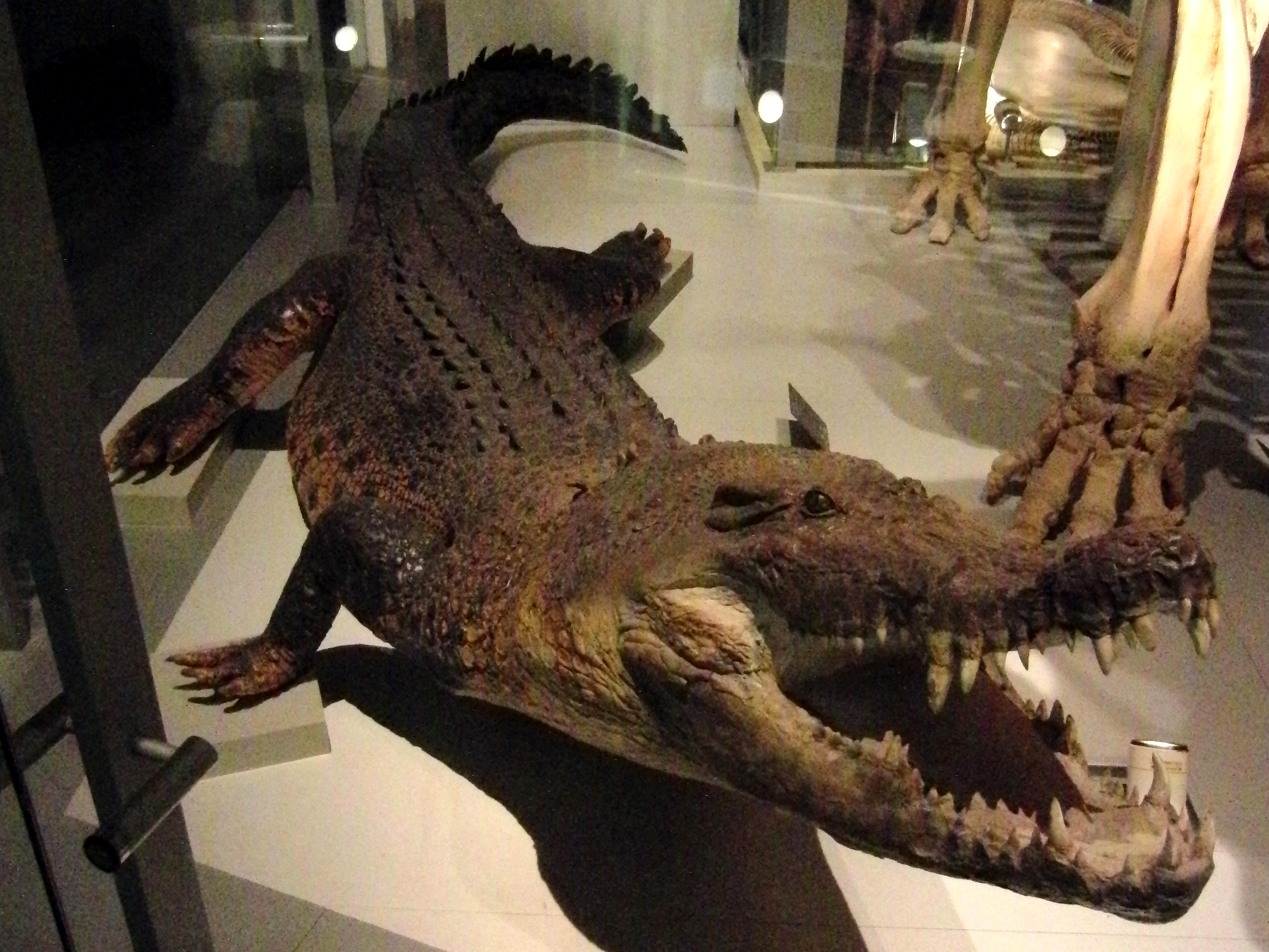
イリエワニの剥製。国立科学博物館の展示。

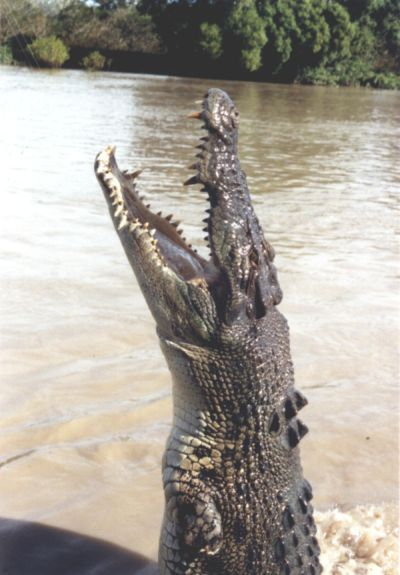
跳び上がるイリエワニ（オーストラリア・ノーザンテリトリー）。

イリエワニ（入江鰐、Crocodylus porosus）は、ワニ目クロコダイル科クロコダイル属に分類されるワニの一種。

## 分布
インド南東部からベトナム 、フィリピンにかけてのアジア大陸、スンダ列島からニューギニア島、及びオーストラリア北部沿岸、東はカロリン諸島辺りまでの広い範囲に分布する。
後述のような海流に乗って移動する生態から、オーストラリア北部には近年になって東南アジアから海伝いに分布を広げたと考えられている。日本では奄美大島、西表島、八丈島などでも発見例がある。

## 形態
現生のワニ類および爬虫類の中では最大級の一種であり、平均は全長4メートル、体重450キログラムになる。野性、飼育下とも、巨大な個体は全長7メートル程になることもある。吻はやや長く基部の1.75-2倍で、隆起や畝が発達する。下顎の第1歯が上顎の先端を貫通する。後頭鱗板が無い。頸鱗板は4枚。胴体背面に並ぶ大型の鱗（背鱗板）は規則的に並ぶ。体色は緑褐色。
水かきは前肢では指の基部のみに、後肢では趾全体に発達する。
卵は長径約8センチメートル、短径約5センチメートル。

## 生態
主に汽水域に生息し、入江や三角州のマングローブ林を好む。イリエワニという和名も、これに由来する。地域によっては、河川の上流域や湖、池沼などの淡水域にも生息する。海水への耐性が強く、海流に乗って沖合に出て、島嶼などへ移動することもある。
食性は動物食で魚類、両生類、爬虫類、鳥類、哺乳類、甲殻類などを捕食する。ワニの中でも特に攻撃的な性質であり、顎の噛む力は同種中で最大級(2トンあまり)とも言われる。大型個体では空腹時に人間や家畜に襲い掛かり捕食した例もある。効率的な餌場を記憶していることが報告されており、それによると一部のイリエワニは、産卵期に浜辺へ集まるヒラタウミガメやヒメウミガメを狙い、波打ち際で成体に急襲をしかけたり、埋められた卵や孵化した幼体を食べたりする。
繁殖形態は卵生。主に雨季に繁殖し、木の枝や枯葉などを積み上げた塚状の巣に60-80個（平均61個）の卵を産む。卵は80-90日で孵化する。幼体は小型のため、鳥や大型魚などに捕食されることも多く、成体まで生き残れるのは少数である。

## 人間との関係
開発による生息地の破壊、皮革目的の乱獲などによって生息数は減少している。生息地では法的に保護の対象とされているが、地域によって生息数に変異がある。オーストラリアでは1971年より保護動物に指定されており、以後は徐々に数が増えている。
その攻撃性と貪食さから、しばしば「人喰いワニ」の逸話で知られる。有名なものとしてフィリピン・ミンダナオ島ブナワンで2011年9月に捕獲された「ロロン」は、地元民の12歳の少女と農民の2名の計3名を捕食したとみられる。ロロンは「世界最大の捕獲されたワニ」とギネスブックに認定され、専用の自然公園で2013年2月まで生存した。体長6.17メートル、体重1.075トン。ブナワンではもっと大きな個体の目撃もあるという。太平洋戦争中のラムリー島の戦いにおいて、撤退中の日本軍将兵がイリエワニに襲われ、多数（数百人から千人とも）が犠牲になったとされる。この話は海外ではよく知られており、「Worst crocodile disaster in the world (disputed)」、「Most Number of Fatalities in a Crocodile Attack」などとしてギネスブックにも掲載されていたが、現在は疑問視されている。